# 並川花連
並川 花連（なみかわ かれん、1996年11月9日 - ）は日本のモデル、女優、タレント。
大阪府大阪市出身。第2回JUNON Girls CONTEST 準グランプリ。元夫はバレエダンサーの酒井大。

## 出演
チャランラップCM